# Schnepfhalde
Die Schnepfhalde ist mit einer Höhe von 1299,8 m ü. NHN einer der wichtigeren Gipfel des nach Süden niedriger werdenden Bergzuges zwischen dem oberen Albtal und dem Schluchsee im Schwarzwald, mitunter auch Schnepfhaldekamm genannt. Er liegt etwa eineinhalb Kilometer östlich des zu St. Blasien gehörenden Dorfes Menzenschwand (Vorderdorf) im Landkreis Waldshut und ebenso weit südwestlich von Äule, das zur Gemeinde Schluchsee im Landkreis Breisgau-Hochschwarzwald gehört. Die Schnepfhalde ist als bekannter Aussichtsberg ein Ziel von Spaziergängern (ab dem Äulemer Kreuz) und von Wanderern. Markierte Wanderwege des Schwarzwaldvereins passieren den Gipfel unterhalb auf der West- und der Ostseite.

## Landschaftliche Charakteristik

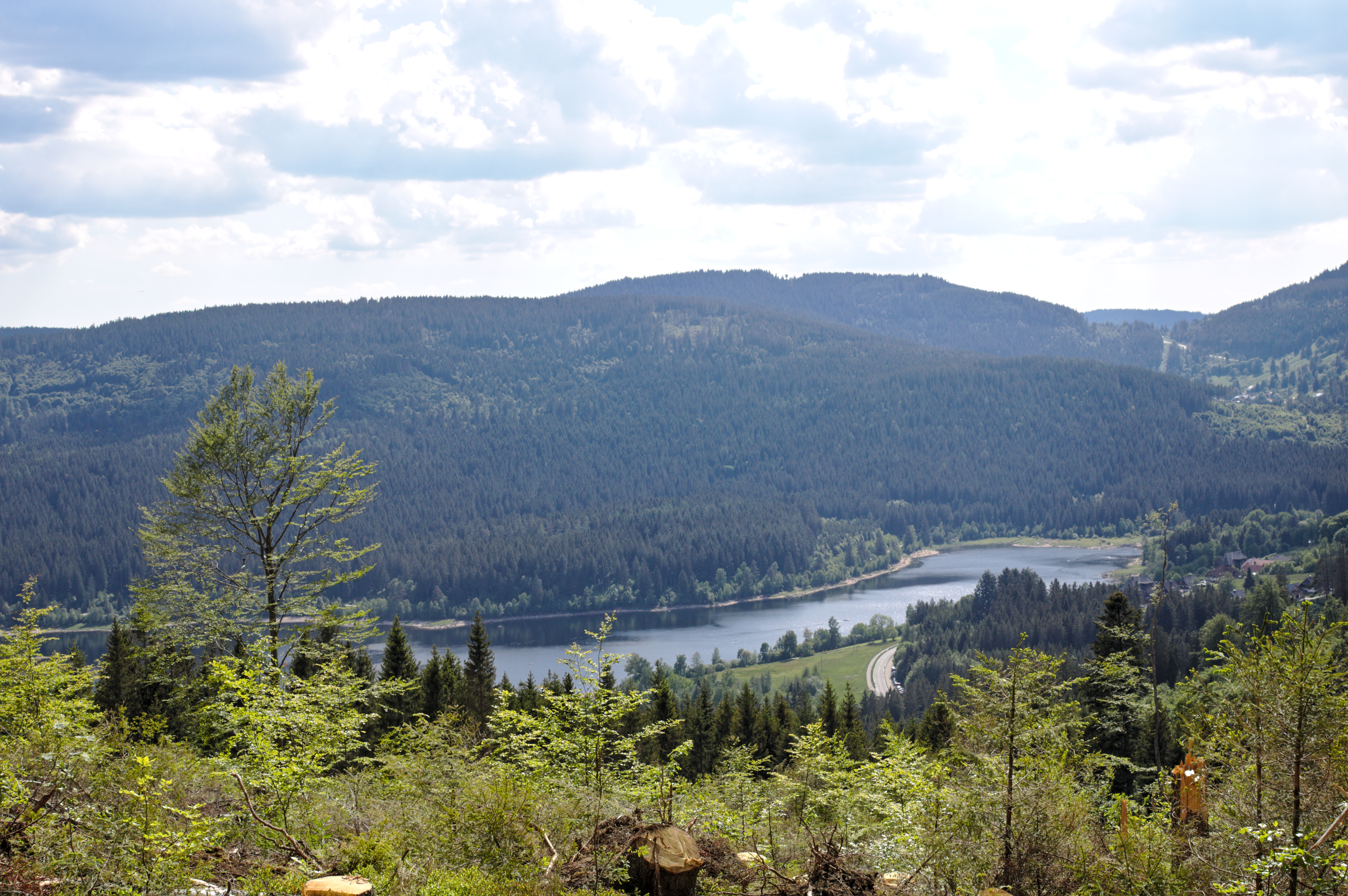
Blick über den Schluchsee nach Westen zur Schnepfhalde

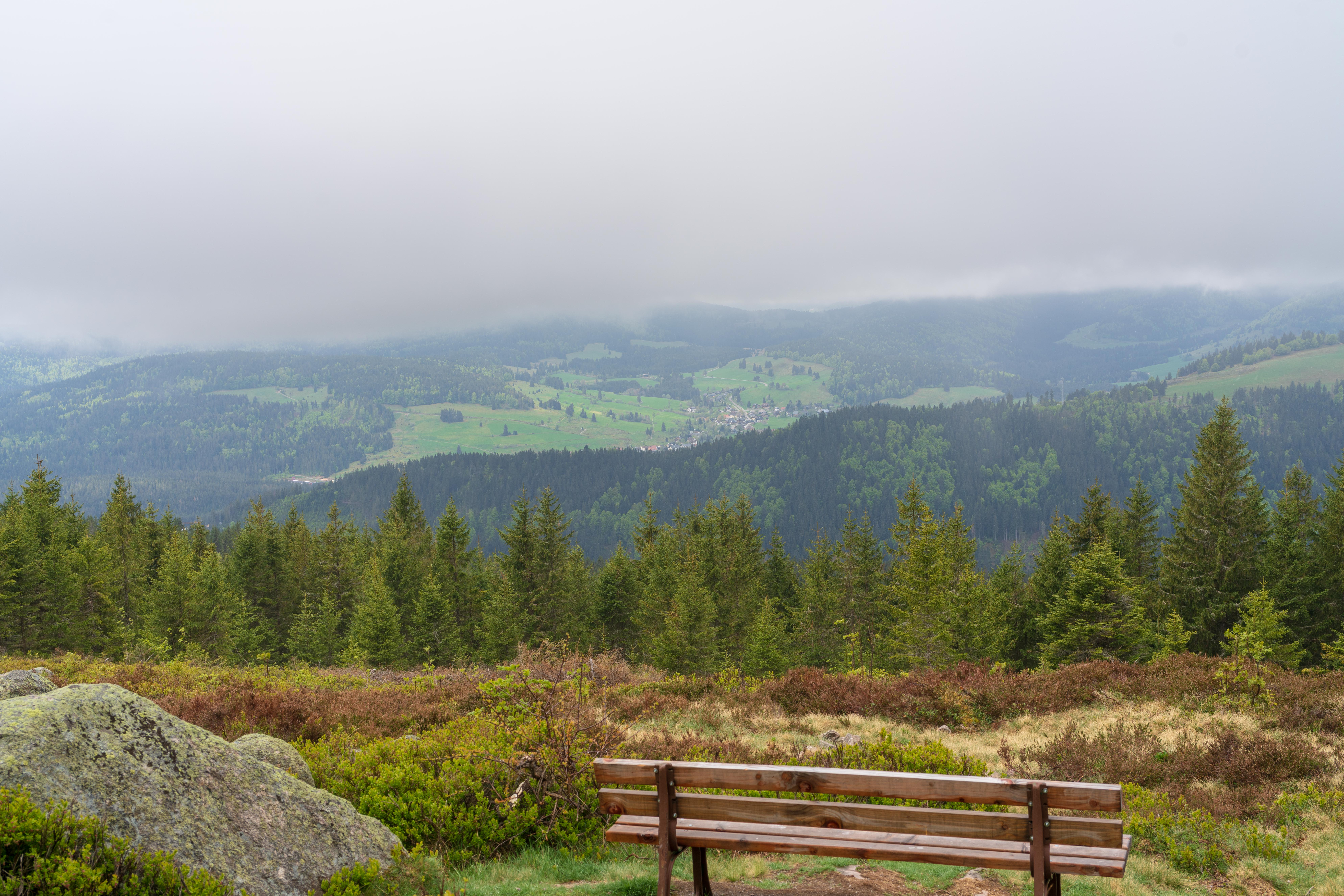
Blick über die Gipfelheide und das Menzenschwander Albtal hinweg auf Bernau

Die Schnepfhalde ist der von der Sohle des Albtals aus mit 440 Metern am höchsten unmittelbar ansteigende Berg. Sie ist Teil einer nach Südsüdost verlaufenden Bergkette, die vom zentralen Hochgebiet des Südschwarzwalds um den Feldberg (1493 m ü. NHN) ausgeht. Nach Osten fällt die Schnepfhalde sanft gestuft um 370 Meter zum Schluchsee ab und nach Norden um 165 Meter zur Passhöhe Äulemer Kreuz.
Auf der Schnepfhalde herrschen Fichtenbestände vor. Nur die Bergkuppe ist lichter bewachsen und ermöglicht so rundum Aussichten. Kennzeichnend sind hier, auf dem Gemeindeweidfeld Auf der Höhe, Zwergstrauchheiden (Besenheide, Heidelbeere und Preiselbeere) mit einzelnen Fichten und Flächen mit Borstgrasrasen. Eine Besonderheit sind knieholzartige Bestände der Zirbelkiefer (Arve), die aber nicht gebietsheimisch sind. Die Fläche wird im Hinblick auf das Auerwild offengehalten.

## Gesteine
Die Schnepfhalde besteht im Wesentlichen aus dem rötlich brechenden Bärhalde-Granit; dieser entstand durch die mit etwa 340 Millionen Jahren jüngste aller Schwarzwälder Granitintrusionen und ist ein mittelkörniger Zweiglimmer-Granit (mit Biotit und Muskovit). Die Abdachung zum Schluchsee besteht aus dem wenige Millionen Jahre älteren, grauen und teils sehr grobkörnigen Schluchsee-Granit. (Der Schwarzwald als Gebirge war dagegen noch vor ca. 40 Millionen Jahren nicht vorhanden.)
Die Granitkörper werden schwarmartig durchzogen von parallelen Granitporphyr-Gängen. Diese gangförmigen Porphyr-Vorkommen sind wahrscheinlich gegen Ende der variszischen Gebirgsbildung entstanden, also vor rund 320 Millionen Jahren.

## Tourismus und Naturschutz
Trotz der Nähe zum Passübergang Äulemer Kreuz und der schönen Rundsicht ist die Schnepfhalde ein ruhiges, nur mäßig frequentiertes Wandergebiet.
Die Westseite der Schnepfhalde ist in das Landschaftsschutzgebiet St. Blasien einbezogen, die Ostseite in das LSG Feldberg-Schluchsee.